# Томас Антоніу Гонзага
Томас Антоніу Гонзага (порт. Tomás Antônio Gonzaga; 11 серпня 1744, Мірагая, Порту, Португалія - лютий 1810, острів Мозамбік) — бразильський поет, адвокат і громадський діяч, один з керівників змови в Мінас-Жерайсі (1789).

## Біографія
Народився в Португалії, проте дитинство і юність провів у Баїї (Бразилія). Повернувшись до Португалії, здобув вищу освіту на юридичному факультеті університету Коїмбра, після чого почав юридичну практику.
У 1782 переїхав до Бразилії, де був призначений прокурором у місті Віла-Ріка. У Бразилії став членом товариства ліберально налаштованих поетів, яке незабаром переросло в таємну політичну організацію, яка підготувала план антипортугальської змови. Однак у травні 1789 змова розкрита, а її учасники заарештовані.
В 1792, як і інші змовники, засуджений до смертної кари, яка пізніше була замінена на довічне посилання в Мозамбік.
Життя, що залишилося, провів на острові Мозамбік, де і помер у 1810.

## Творчість
Для поезії Томаса Гонзагі характерні елементи просвітницького реалізму і сентименталізму, а останній період творчості ще й романтичні мотиви. Так, перша частина збірки його віршів «Дірсєєва Марілія», написана в 1792, відрізняється безпосередністю і простотою форми, в другій частині, завершеної в 1799, відчутні елементи предромантизма.
Гонзаге приписується авторство анонімної сатиричної поеми «Чилійські листи» (написана в 1788-1789, опублікована в 1835), яка є видатним зразком просвітницького реалізму та одним із найбільш значних сатиричних творів XVIII століття.

## Цікаві факти
У 1825 Пушкін написав вірш «З португальського», який є вільним перекладом однієї з елегій Гонзаги «Спогади» (Recordações) зі збірки «Дірсєєва Марілія».